# Brachypauropoides prolatus
Brachypauropoides prolatus är en mångfotingart som beskrevs av Ulf Scheller 200. Brachypauropoides prolatus ingår i släktet Brachypauropoides och familjen Brachypauropodidae. Inga underarter finns listade i Catalogue of Life.